# Culicicapa
Culicicapa és un gènere d'ocells de la família dels Estenostírids (Stenostiridae). El gènere va ser descrit per Robert Swinhoe el 1871.

## Taxonomia
Segons la Classificació del Congrés Ornitològic Internacional (versió 2.6, 2010) aquest gènere està format per dues espècies:
- Culicicapa ceylonensis - papamosques capgrís.
- Culicicapa helianthea - papamosques citrí